# LOPES
LOPES war ein digitales Radioantennenfeld zur Messung von Luftschauern, die durch kosmische Strahlung ausgelöst werden. Es befand sich am Campus Nord des Karlsruher Instituts für Technologie, auf dem gleichen Gelände wie das KASCADE-Grande-Experiment, und wurde 2013 nach etwa zehn Jahren Messbetrieb abgebaut.

## Messprinzip

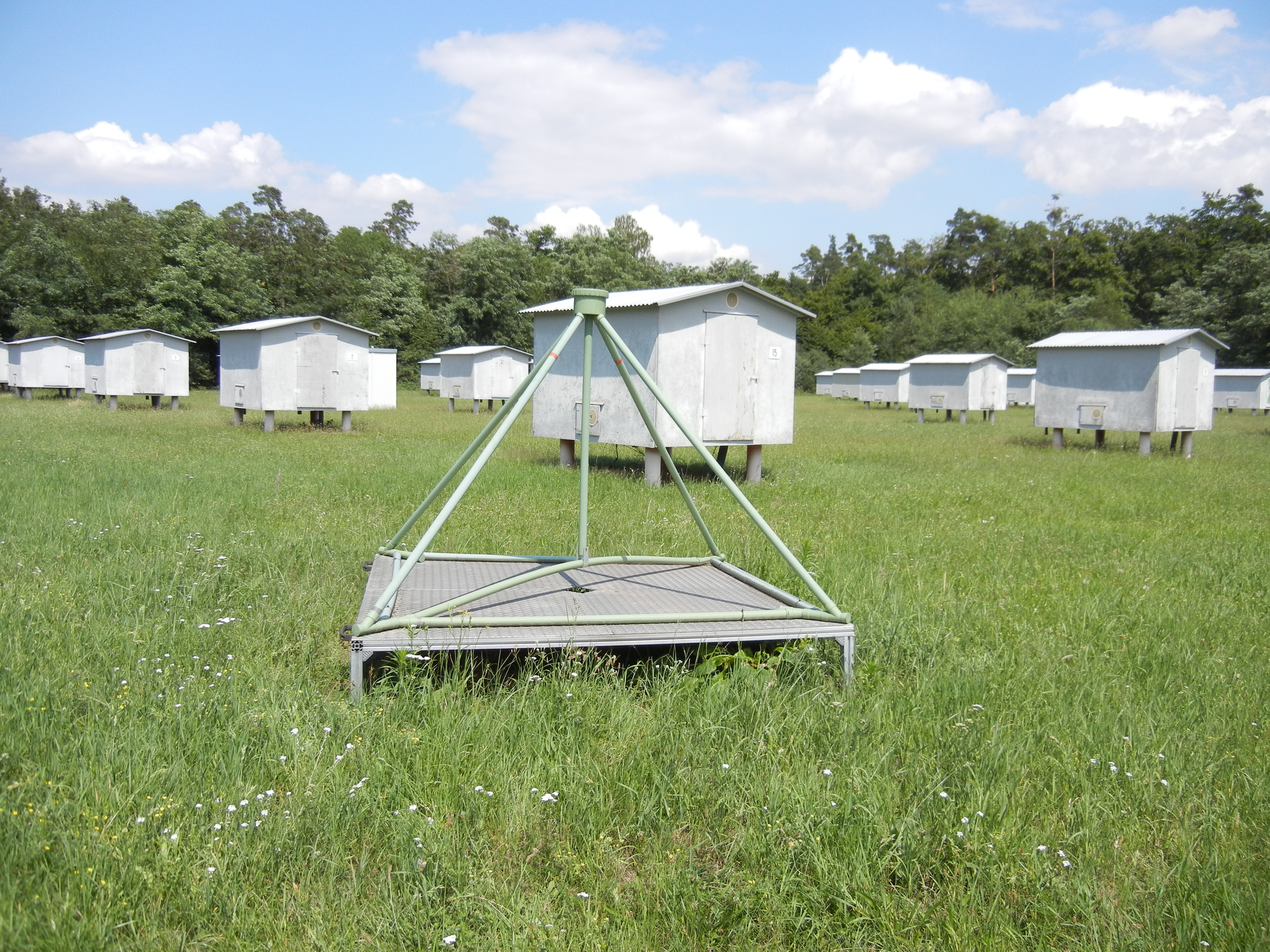
LOPES-Antenne im KASCADE-Messfeld, KIT Campus Nord

Wenn hochenergetische Teilchen der kosmischen Strahlung die Erdatmosphäre treffen, bilden sie einen ausgedehnten Luftschauer aus Sekundärteilchen. Zu den Sekundärteilchen zählen auch viele Elektronen und Positronen, die durch die Lorentzkraft im Erdmagnetfeld abgelenkt werden. Dabei entsteht ein Radiopuls im Megahertz-Bereich, der typischerweise wenige Nanosekunden andauert und von Experimenten wie LOPES gemessen werden kann.
Wann immer die Teilchendetektoren von KASCADE-Grande einen hochenergetischen Luftschauer detektieren, misst LOPES zusätzlich das Radiosignal im Frequenzbereich von 40 bis 80 MHz. Anschließend wird das digital aufgezeichnete Radiosignal mit Computern weiterverarbeitet und ausgewertet. Das Ziel dabei ist, möglichst viele Informationen über das Primärteilchen, das den Luftschauer und somit den Radiopuls ausgelöst hat, zu rekonstruieren. Insbesondere soll die Ankunftsrichtung, die Energie und die Masse des Primärteilchens aus einer Analyse des gemessenen Radiosignals abgeschätzt werden.

## Geschichte und Aufbau
LOPES startete 2003 mit zunächst 10 Dipolantennen innerhalb des KASADE-Grande-Messfeldes. Dafür würde Prototyp-Hardware des LOFAR-Radioobservatoriums eingesetzt. Anfängliches Ziel von LOPES war es zu zeigen, dass sich mit der digitalen Radio-Messtechnik überhaupt kosmische Strahlung detektieren lässt. Dementsprechend steht die Abkürzung LOPES für „LOfar PrototypE Station“. Seit der prinzipielle Nachweis erbracht ist, dient LOPES der Weiterentwicklung der Radio-Messtechnik. Daher wurde LOPES mehrfach erweitert und umgebaut. 2005 wurden 20 weitere Dipolantennen aufgestellt und 2010 fand ein Umbau auf 10 Tripolantennen statt, wobei jede Tripolantenne aus drei gekreuzten, zueinander senkrechten Dipolantennen besteht. Anfang 2013 wurde LOPES abgeschaltet und im Sommer 2013 schließlich abgebaut.